# Die Schuld (Grisham)
Die Schuld (Originaltitel: The King of Torts) ist ein Roman des US-amerikanischen Autors John Grisham.

## Inhalt
Das Buch erzählt die Geschichte des raschen Aufstiegs und ebenso schnellen Niedergangs des Rechtsanwalts Clay Carter in Washington, D.C.
Clay Carter ist ein hart arbeitender Pflichtverteidiger und hat hauptsächlich mit Gewaltverbrechen zu tun. Seine langjährige Freundin Rebecca arbeitet für einen Kongressabgeordneten und ist die Tochter eines wohlhabenden Baumagnaten. Jedoch verabscheut Clay Rebeccas Eltern, was deren wachsendem Wunsch nach einer baldigen Heirat und Kindern mehr als deutlich entgegensteht. Auch Rebeccas Eltern geben Clay immer wieder zu verstehen, dass sie ihn mit seinem geringen Einkommen ihrer Tochter nicht für würdig erachten. Als Rebeccas Vater seiner Tochter zuliebe Clay einen wesentlich besser bezahlten Job vermitteln will und Clay diesen ablehnt, kommt es schließlich zur Trennung. 
Tage darauf erhält Clay plötzlich die Chance, selbst zu Reichtum zu gelangen. Ihm wurde vom Bezirksrichter die Pflichtverteidigung eines zunächst normalen Mordfalls übertragen, bei dem sein Mandant Tequila Watson unvermittelt einen anderen Mann niedergeschossen hat. Motiv oder Ursache sind unklar. Über den Mittelsmann Max Pace wendet sich kurz darauf ein großer Pharmakonzern an Clay und bietet ihm mehrere Millionen Dollar, wenn es ihm gelingt, mit den Angehörigen der Opfer mehrerer ähnlicher Mordfälle rasche Vergleiche zu schließen. Es stellt sich heraus, dass eines der Medikamente des Konzerns in einigen Fällen die fatale Nebenwirkung hat, aus harmlosen Menschen kaltblütige Mörder zu machen. Auch sein derzeitiger Mandant ist Opfer dieses Medikaments. Clay kündigt seinen Job als Pflichtverteidiger, legt das Mandat für Watson nieder und gründet eine eigene Anwaltskanzlei, in die er mehrere Bekannte und Freunde mitnimmt. Der Vergleich ist zügig geschlossen und Clay über Nacht mehrfacher Millionär. 
Noch während des laufenden Verfahrens offeriert Max Pace den nächsten, ähnlichen Fall, wo es wieder um ein Medikament mit Nebenwirkungen geht. Clay beginnt, unterstützt von seiner rasch wachsenden Kanzlei, mit dem aggressiven Anwerben von Mandanten durch Fernsehwerbung und Websites und zieht mehrere tausend Fälle an Land. Gleichzeitig verbündet er sich mit weiteren Schadenersatz-Anwälten, die sich auf Sammelklagen spezialisiert haben. Gemeinsam setzen sie den Hersteller unter Druck, bis schließlich ein Vergleich geschlossen wird, der Clay rund 100 Millionen Dollar Anteil einbringt. Clays Stern steigt rasch auf. Nebenbei beginnt eine Affäre mit dem Model Ridley, auch als Reaktion auf Rebeccas Heirat mit einem wohlhabenden, aber langweiligen Anwalt. Sein Leben ändert sich durch den plötzlichen Wohlstand deutlich und statt auf die ständig steigenden Ausgaben seiner Kanzlei und seines Privatlebens zu achten, gibt er Geld in Millionenhöhe für Jetcharter, Boni, Yacht und Häuser aus. 
Dabei wähnt er sich sicher, denn erneut vermittelt Max Pace einen großen Medikamenten-Fall. Hier beginnen jedoch ernsthafte Schwierigkeiten, denn der beklagte Konzern zeigt sich als wesentlich härterer Gegner als der vorherige. Auch Clays Kollegen schließen sich seiner Sammelklage nicht mit eigenen Fällen an, sondern warten ab. Zudem sind nicht alle seiner vorherigen Klienten mit dem für sie ausgehandelten Vergleich einverstanden und als einige von ihnen ernsthaft erkranken, wird Carter selbst Ziel einer Klage wegen Verletzung der Anwaltstreuepflicht. Als auch der laufende Fall, in den Clay inzwischen einen Großteil seines Vermögens investiert hat, aufgrund einer spektakulären gerichtlichen Einzelentscheidung keine Einnahmen bringt und er sich immer nachhaltiger mit Schadensersatzklagen und Nachforschungen des FBI wegen Insiderhandels konfrontiert sieht, geht ihm das Geld aus und er meldet Konkurs an. Rebecca, deren unglückliche Ehe inzwischen kurz vor der Scheidung steht, versöhnt sich mit Clay und beide setzen sich nach London ab, um einen Neuanfang zu wagen. 

## Bezüge zum Buch „Der Richter“
Der Anwalt Patton French, der in Grishams Buch Der Richter eine Nebenrolle einnahm, spielt auch in diesem Buch eine Rolle. Wie im vorangegangenen Buch spielen auch in „Die Schuld“ einige Szenen auf der Luxusjacht von French. Der Originaltitel des Buches „The King of Torts“ ist in „Der Richter“ der Name der Yacht von Patton French.